# Filchneria mongolica
Filchneria mongolica är en bäcksländeart som först beskrevs av František Klapálek 1901.  Filchneria mongolica ingår i släktet Filchneria och familjen rovbäcksländor. Inga underarter finns listade i Catalogue of Life.